# 백발의 처녀
백발의 처녀는 한국에서 제작된 박윤교 감독의 1967년 영화이다. 김석훈 등이 주연으로 출연하였고 성동호 등이 제작에 참여하였다.

## 출연

### 주연
- 김석훈
- 이경희
- 차유미

## 제작진
- 조명: 정덕규
- 미술: 임명선